# Filiolus tugajorum
Filiolus tugajorum là một loài ruồi trong họ Asilidae. Filiolus tugajorum được Lehr miêu tả năm 1961. Loài này phân bố ở vùng Cổ Bắc giới.